# Chňapal velkoskvrnný
Chňapal velkoskvrnný (Lutjanus campechanus) je druh mořské ryby z čeledi chňapalovití, která zahrnuje 17 rodů a více než 100 druhů.

## Taxonomie
Vědecká synonyma
- Mesoprion campechanus Poey, 1860
- Lutjanus blackfordii Goode & Bean, 1878
- Lutjanus campechianus Poey, 1860
- Lutjanus purpureus Poey, 1866
- Lutjanus aya non Bloch, 1790[pozn. 1]

Český název je také chňapal rudý či chňapal purpurový.

## Rozšíření
Mexický záliv a atlantické pobřeží USA. Směrem na sever zasahuje až k pobřeží státu Massachusetts, ale severně od Jižní a Severní Karolíny je vzácný.

## Popis
Běžná velikost do 60 cm, maximální velikost okolo 100 cm. Zbarvení je šarlatové až cihlově červené; exempláře menší než 30–35 cm mají v horní části boků pod prvními měkkými paprsky hřbetní ploutve velkou tmavou skvrnu.
Tělo má relativně vysoké a ústa velká, s ostrými zuby. Oči malé (jejich průměr je v délce hlavy obsažen více než 6,5krát); délka preorbitální kosti odpovídá 8 % nebo 9 % standardní délky. Zuby na kosti radličné jsou uspořádány do tvaru písmene V nebo půlměsíce, s poměrně dobře vyvinutým středním výběžkem; jazyk se dvěma ploškami granulovitých zubů. Hřbetní ploutev s 10 tvrdými paprsky a 14 měkkými paprsky. Řitní ploutev u jedinců delších než 5 cm je zašpičatělá, se 3 tvrdými paprsky a 9 (někdy 8) měkkými paprsky. Prsní ploutve se 17 paprsky jsou dlouhé, ale nedosahují k řitnímu otvoru. Šupiny nad postranní čárou jsou uspořádány do řad, které se zvedají šikmo od postranní čáry směrem k linii hřbetu.

## Ekologie
Dospělci žijí nad skalnatým dnem v hloubkách mezi 10 až 190 m, nejčastěji mezi 30 až 130 m. V severní části oblasti výskytu se zpravidla objevují v hlubších vodách. Mladší jedinci obývají mělké vody, zpravidla nad písčitým nebo bahnitým dnem.
Potravou chňapala červeného jsou ryby, garnáti, krabi, červi, hlavonožci, plži a některé složky planktonu (pláštěnci). Tření probíhá od dubna do prosince, přičemž v severozápadní části Mexického zálivu vrcholí v červnu až srpnu, u jihozápadního pobřeží Floridy vrcholí v srpnu až září. Jikry mají v průměru 0,77 až 0,85 mm a líhnou se během 20–27 hodin (při teplotě 23 až 27 °C). Pohlavní dospělosti dosahuje při délce těla 30–40 cm. Odhaduje se, že se dožívá 10 až 16 let.

## Využití
Obecně ryby rodu chňapal mají pevné, bílé a spíše sušší maso, které obsahuje málo kostí. Maso se hodí k přípravě na jakýkoli způsob, ale nejchutnější je pečené. V české kuchyni je chňapal méně známá ryba. V Americe a Mexiku patří mezi nejvyhledávanější ryby (v angličtině „northern red snapper“, v latinskoamerické španělštině „huachinango“ nebo „pargo rojo“).